# 溝渠

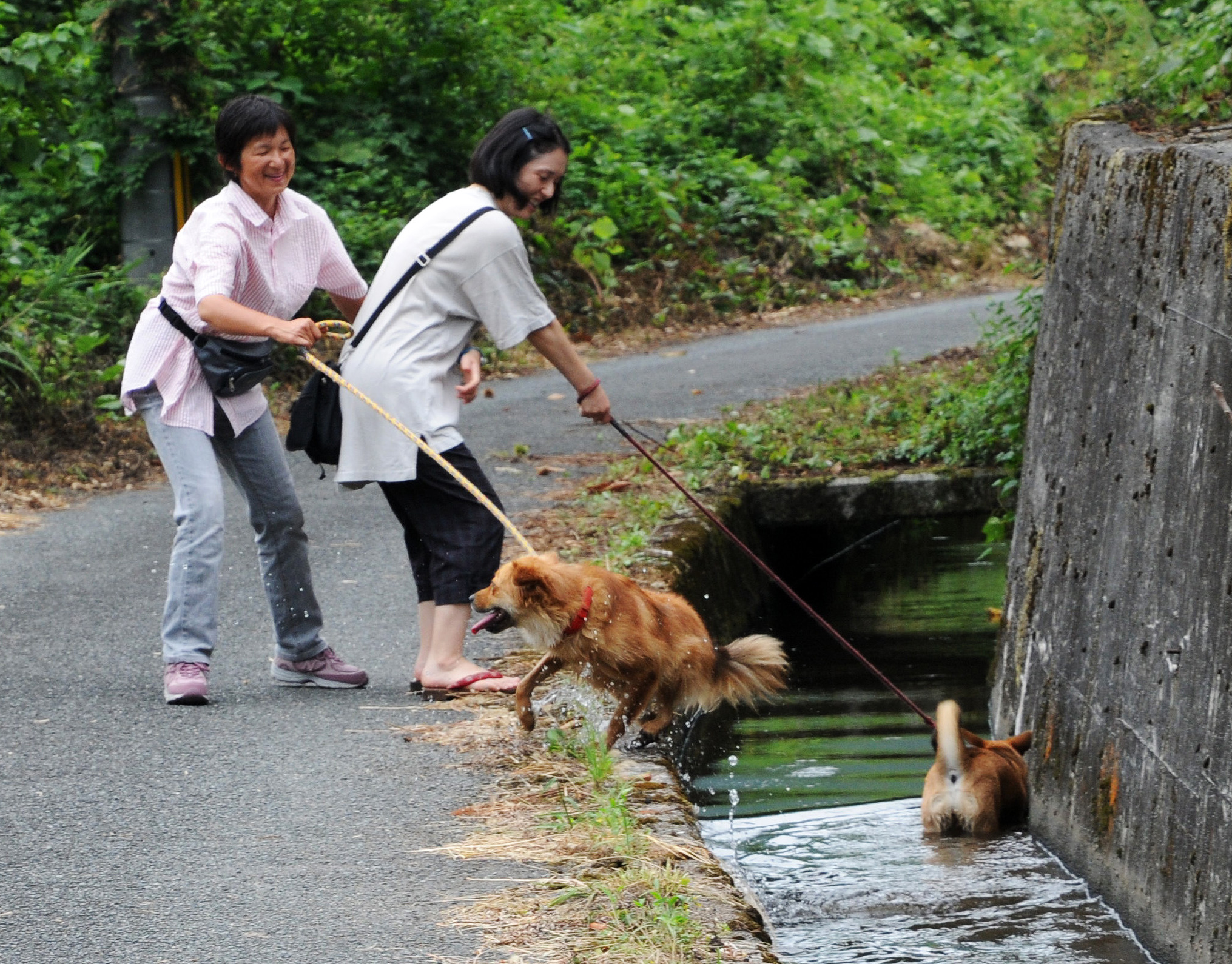
日本で見られる側溝の一例。水量はこのように豊富な場合もある。

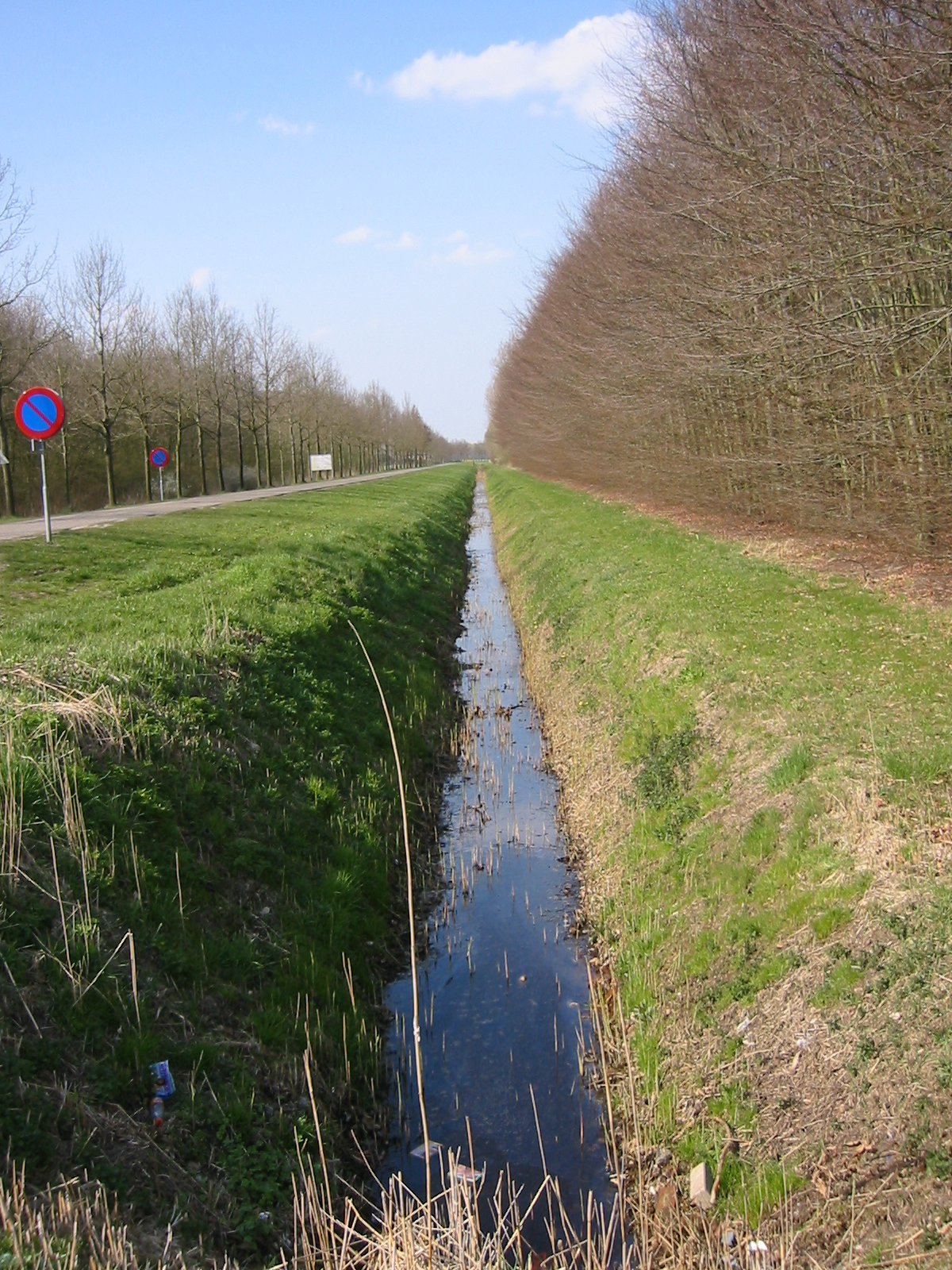
真っすぐに引かれた溝渠（オランダ）

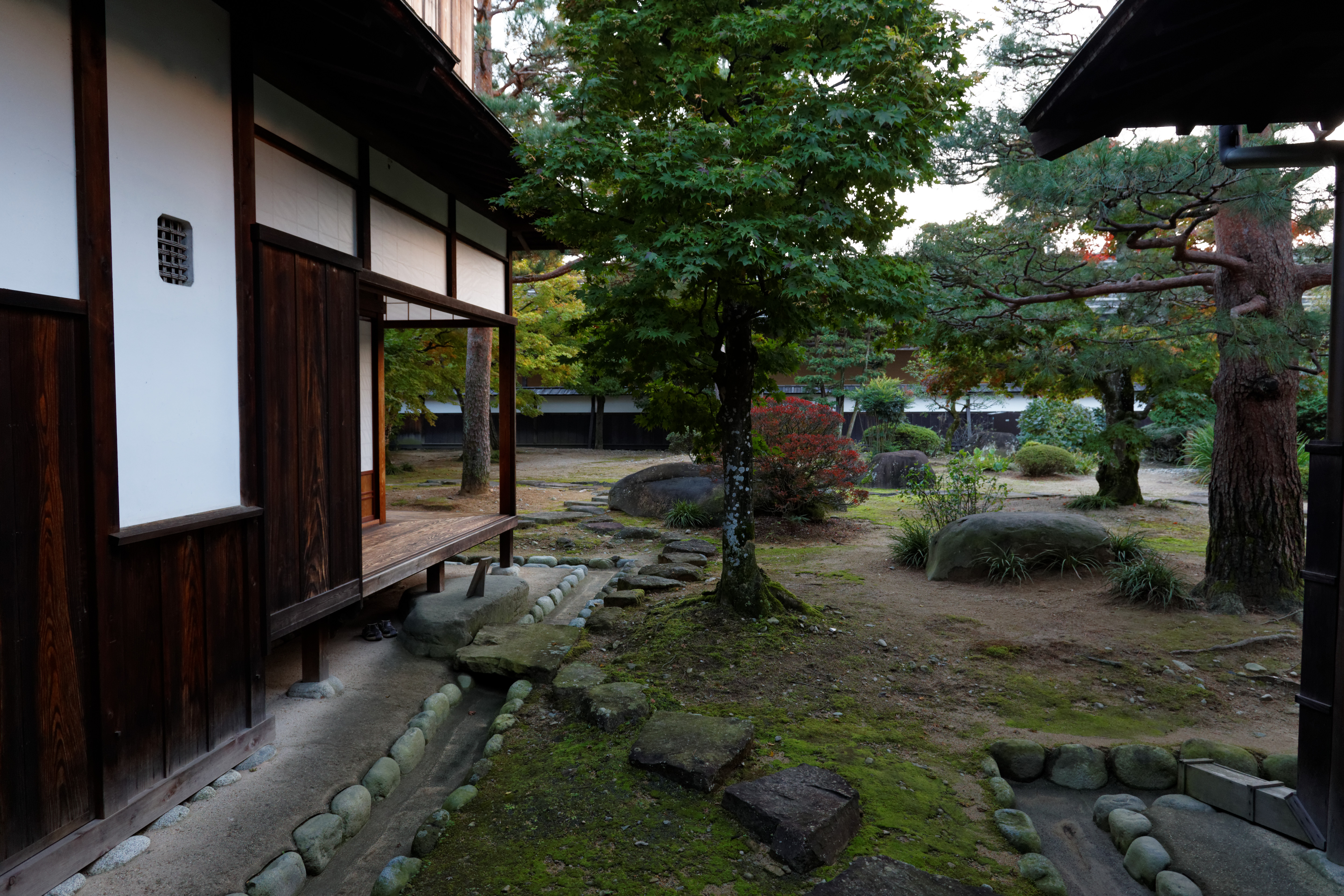
景観に調和した雨水溝の例（岐阜県高山市の高山陣屋庭園）

溝渠（こうきょ、英語:ditch）は、主に給排水を目的として造られる水路のうち、小規模な溝状のものの総称である。そのうち、公共用水域にあるものは「公共溝渠」（こうきょうこうきょ）と呼ばれる。
その状態などにより、開渠（かいきょ）・明渠（めいきょ）、暗渠（あんきょ）、側溝（そっこう）などと呼ばれ、区別される。また、開渠と暗渠を総称して管渠（かんきょ）と呼ばれる場合もある。

## 歴史
溝渠開削の歴史は、紀元前31世紀頃のインダス文明まで遡る。現在のパキスタンおよびインド北部に築かれた都市文明の中では、主要な都市の全ての住宅に、上下水の設備が用意されていたと推定されている。主要な通りの下に暗渠（下水道）が築かれ、各家からの排水はその暗渠を経由して市外へ排出される仕組みになっていた。
日本での溝渠開削は、縄文時代晩期に中国大陸・朝鮮半島から稲作技術とともに伝えられた農業用水路が起源であると推定されている。このころに築かれるようになった環濠集落跡から、農業用水路として使われていたと推定される水路跡が見つかっている。詳しくは用水路#歴史を参照。

## 開渠

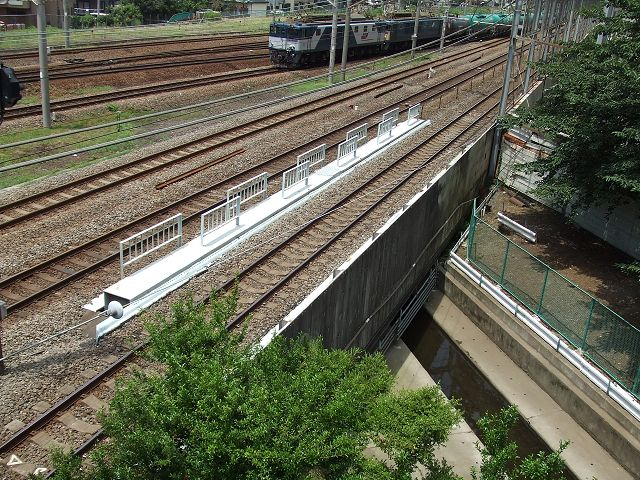
品鶴線・武蔵野南線の下をくぐる二ヶ領用水川崎堀（川崎市）

開渠（かいきょ）とは、地上部に造られ、蓋掛けなどされていない状態の水路を指す。明渠（めいきょ）とも呼ばれ、また単に「水路」と呼ばれることも多い。
主なものに、農業用水路と離れた水田などをつなぐために造られる用水路兼排水路、農地などの水はけを良くするための排水路、雨水や湧水、河川などの水を排出し、洪水を防ぐために造られる放水路などがある。
または、これらの水路を開削する動作を指すこともある。

### カルバート
水路や道路などの上を鉄道や道路などが跨ぐ構造物のうち、径間（支柱間の長さ）が短いものを特に「溝渠」「開渠」と呼び、鉄道・軌道敷の下に幅の狭い水路などを通す工事を「開渠工」と呼ぶ場合がある。
また、旧国鉄では、鉄道橋のうち径間が 1m 以上 5m 未満の橋梁を「溝渠（カルバート）」と呼び、1m 未満のものは橋梁扱いとせず「暗渠」または「開渠」と呼んでいた。

## 暗渠

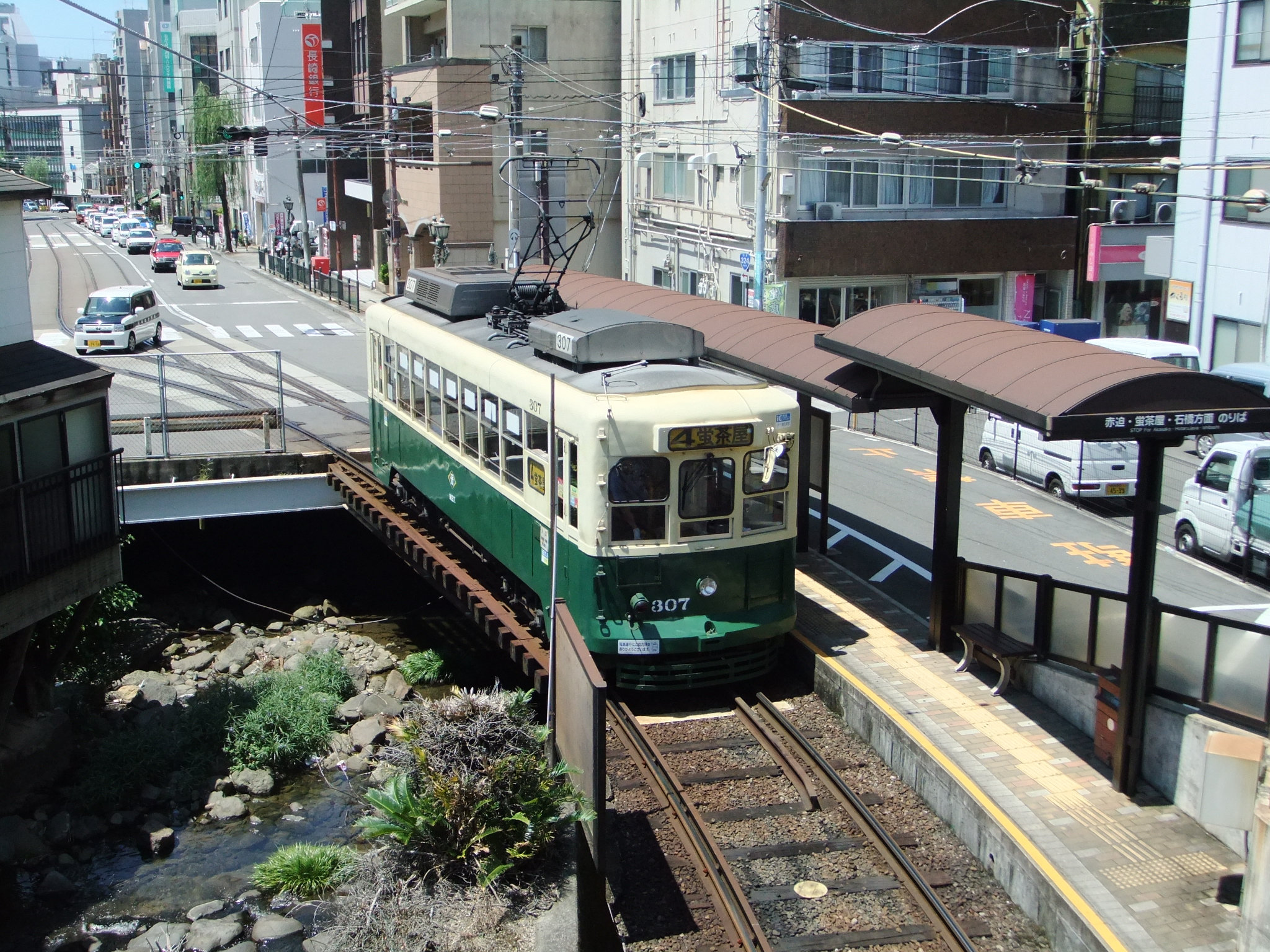
長崎市の崇福寺停留場付近の銅座川。ここから道路の下を通る暗渠となっている。

暗渠（あんきょ）とは、地中に埋設された河川や水路のことであり、開渠に相対する概念である。目的により、いくつかに分類することができる。日本の廃河川一覧も参照。

### 都市部における暗渠
都市部における暗渠化は、戦前より例はあったとはいえ、特に高度経済成長期以降、都市化・宅地化の進行に合わせて一斉に進められたが、その多くは地域住民の強い要請を踏まえたものであった。背景には、宅地化の進行に対して下水道の整備がまったく追いついていなかったという当時の事情がある。行き場を失った大量の生活排水により、かつての小川はドブと化し、猛烈な悪臭を放つようになっていた。加えて台風時などに雨水があふれるという水害が住宅地を襲うこともあり、堪えかねた住民たちは暗渠化を願い、行政に働きかけることも多かったのである。また、特に東京では、1964年東京オリンピックの開催に合わせて、都市の体面を整える目的で暗渠化された「ドブ川」が少なくなかった。下流部に開渠がある場合清流復活事業として、高度処理下水再生水を流入させているが、暗渠の部分はそのまま下水道幹線として使用されている。治水工事で整備改修されている区間もある。
敷地の有効利用の目的からか、暗渠の上を道路や遊歩道、緑道へ転用している例がしばしば見られる。川がないのに欄干（らんかん）が残っている場所があるが、これは地下に暗渠がある証拠である。もともとの川幅の狭さや強度の関係もあり、多くは車両通行禁止の遊歩道などに転用している。幅が比較的広い川を暗渠にしたケースでは、自動車が通行可能になっていることもある。また、川を蓋がけして作られた経緯から、路面が沿道の宅地よりも若干低くなっていることがある。
なお、地下に水道管を埋設するために直線的に整備された、いわゆる水道道路もまた、暗渠の一種である。

### 排水を目的とした暗渠
速乾性が求められる競技場、農地などに利用することが困難な湿地、地すべり地などの崩壊地などさまざまな場所で、滞水を防ぐ目的で施工される。
この場合の素材は、有孔管（上部に集水用の穴が開いているポリ塩化ビニルなどのパイプ）、素焼きの土管などのパイプ類などが用いられるほか、粗朶や砂利、玉石の埋め込みなども行われる。集められた水は敷地外の水路や側溝・下水道などに導かれ排水される。

### 蒸発を防ぐための暗渠
日本国外の乾燥した地域に多く見られる。カナートを参照のこと。

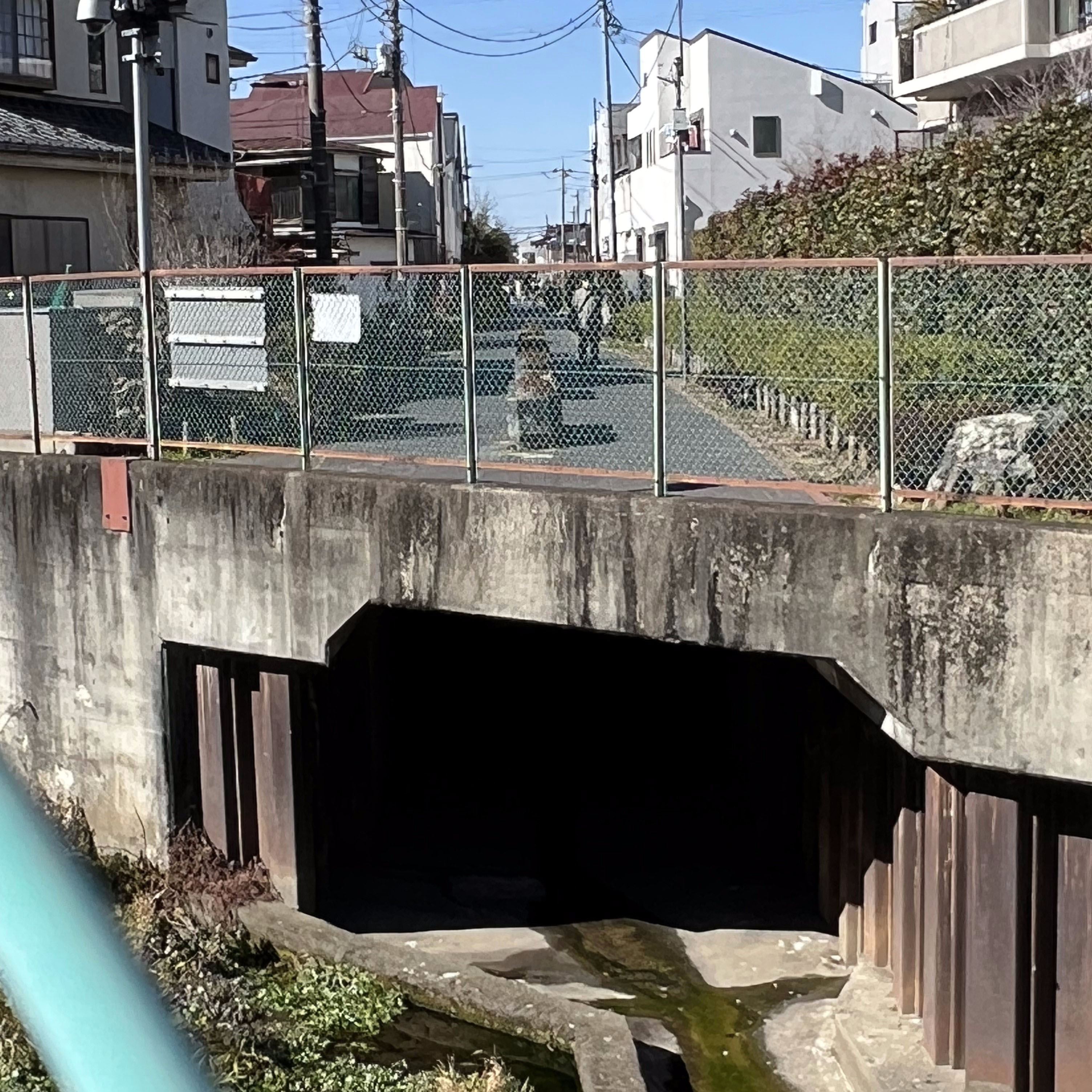
歩道として整備された暗渠の例
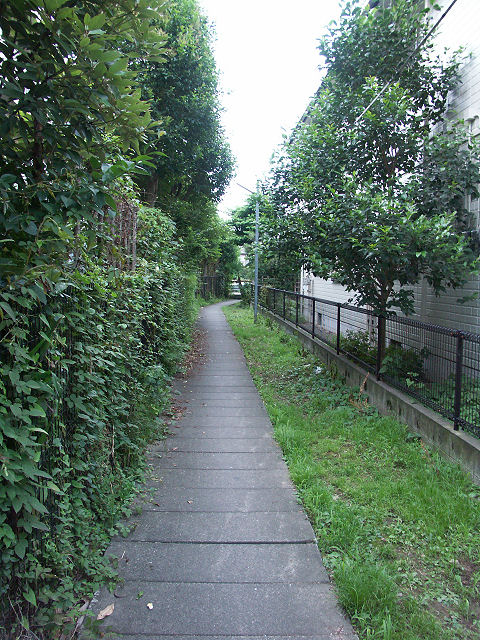
暗渠化され歩道として使われている用水路（二ヶ領用水跡）
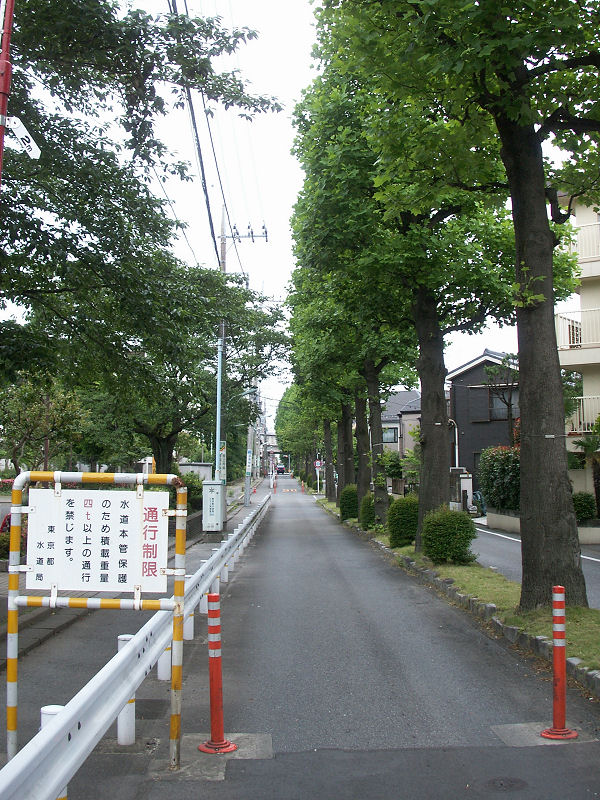
荒玉水道道路は自動車も通行可能だが、重量制限はある。
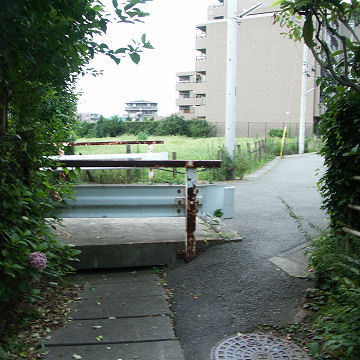
暗渠化された用水路の上に残る橋桁と欄干（二ヶ領用水跡）

## 側溝
側溝（そっこう、 (side ditch) ,  (street gutter) ）とは、道路や鉄道敷、堤防の堤脚に沿って設けられる溝であり、もっぱら当該道路などの滞水を防ぐための排水目的で施工される。道路上では路面に設けられた勾配により導かれた水が、路側に設けられた側溝に集められる。側溝の水は自然流下して排水桝やマンホールに集められる。
側溝は大別して以下に分類される。
- 芝張り側溝・石張り側溝 - 洗堀を防ぐため底面を芝や玉石で張ったもの。
- 石積側溝・ブロック積側溝 - 側溝の側面を石積またはブロック積にしたもので、底面は必要に応じて石張りやコンクリート張りをする。
- コンクリート側溝
- アスファルト混合物を使った側溝

このうち、コンクリート側溝は鉄筋の有無、プレキャスト製品のものや現場打ちをしたものやそれらを組み合わせたものなどがあり、日本国内では最もよく使用される。断面形状としてはL形、U形、半円型などがあり、経済性・施工性・維持管理のしやすさなど総合的に考えて複数の種類の側溝を組み合わせて利用することも検討するべきである。「L形側溝」や「U形側溝」（U字溝）は日本国内では日本産業規格（JIS A 5372）や国土交通省制定土木構造物標準設計に形状寸法が定められている。そして、L形やU形の機能を併せ持つように考えられた側溝として「円形側溝」がある。道路上の勾配では排水流下できない場合は、底面のインバートコンクリートの厚さを変えることで勾配を設ける「可変勾配側溝」を利用する。流量が小さく、側面から大きな側圧が生じない場所では「半円型側溝」が利用できる。流量が小さい場所では水深が浅く通水断面が小さい「皿形側溝」（ロールドガッタ）が用いられ、主に自動車専用道路の分離帯などで使用される。U形側溝や円形側溝などには落下防止のため蓋を用いるのが一般的であるが、現場打ちした古い側溝の中には規格品の溝蓋が使用できないケースもある。

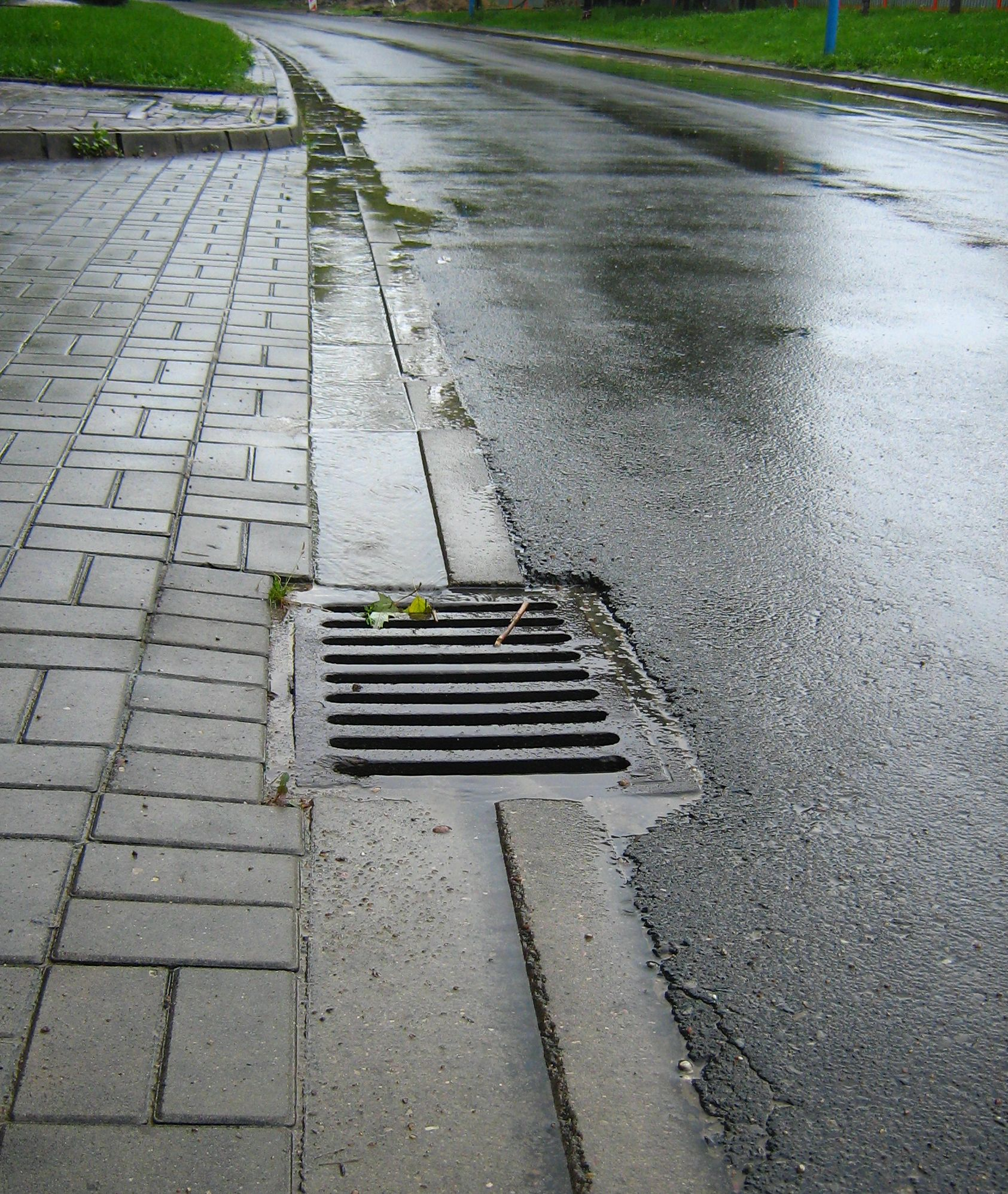
アスファルト舗装車道の縁にあるコンクリート製L形側溝と溝蓋
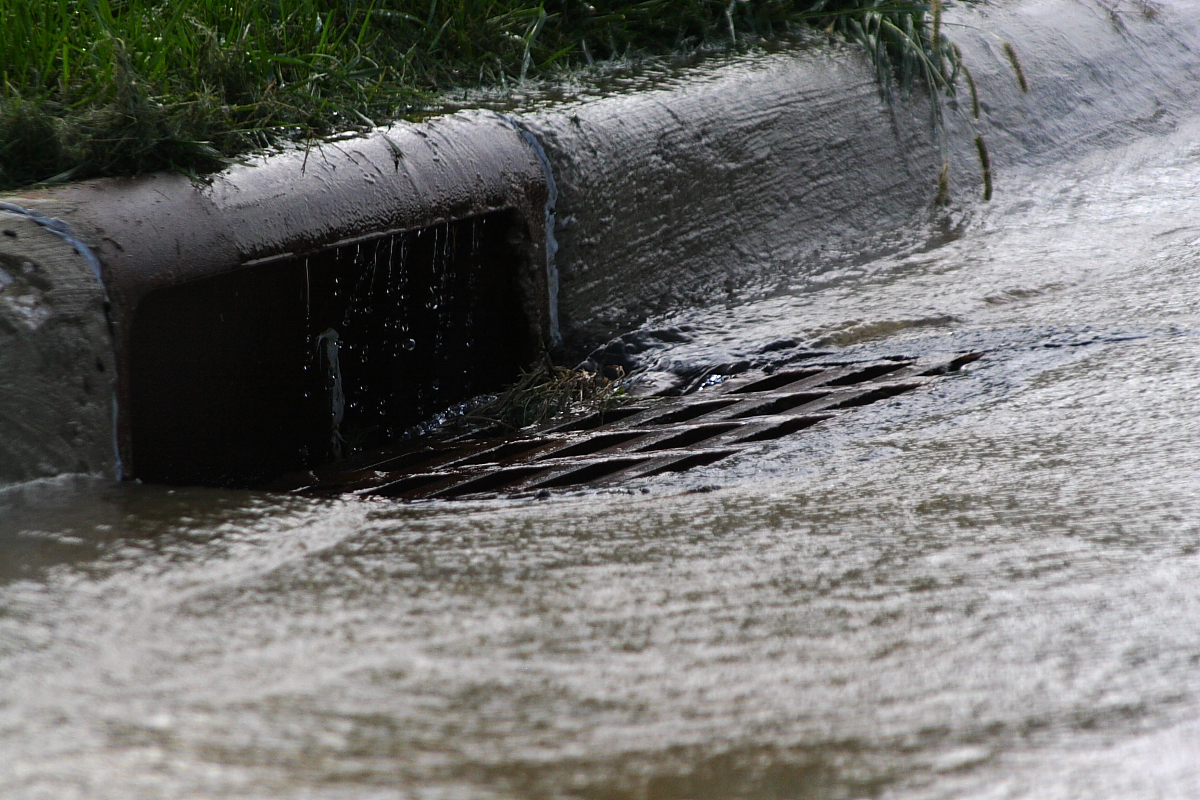
道路から雨水が流れ込む側溝蓋
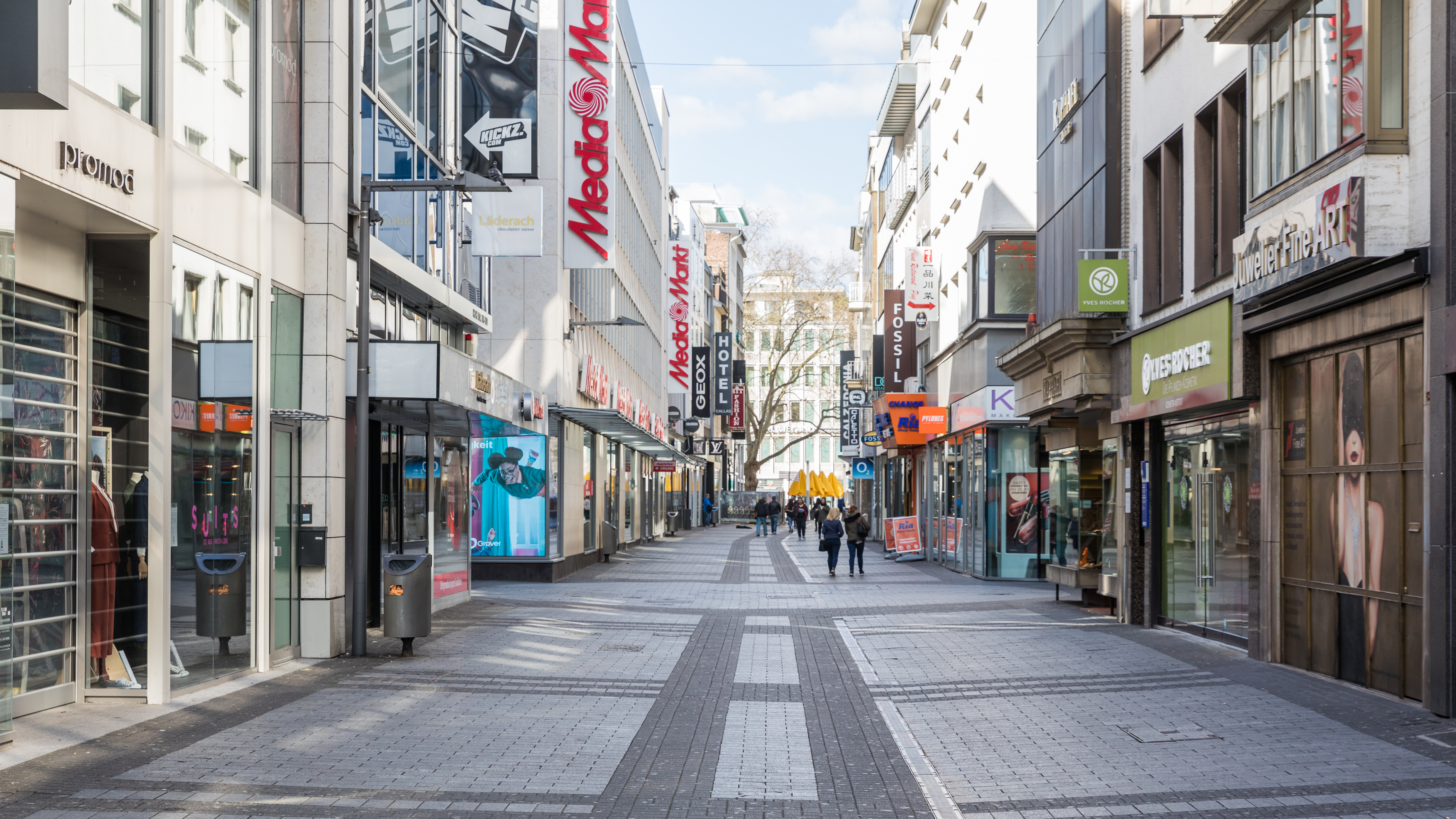
道路の中央にある側溝の例（ドイツ・ケルンのホーエ通り）
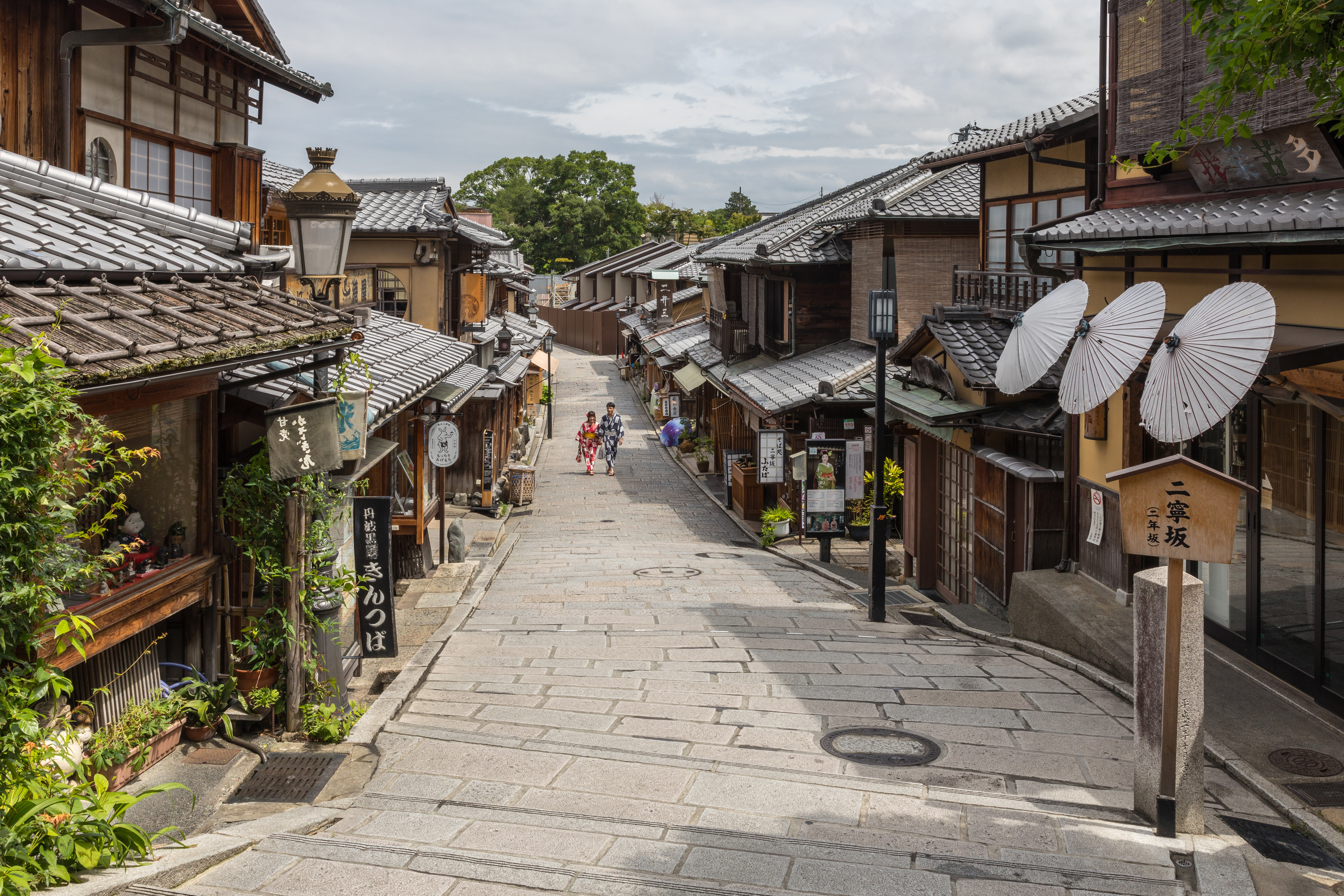
道路の両側にある側溝の例（日本・京都市の二寧坂）
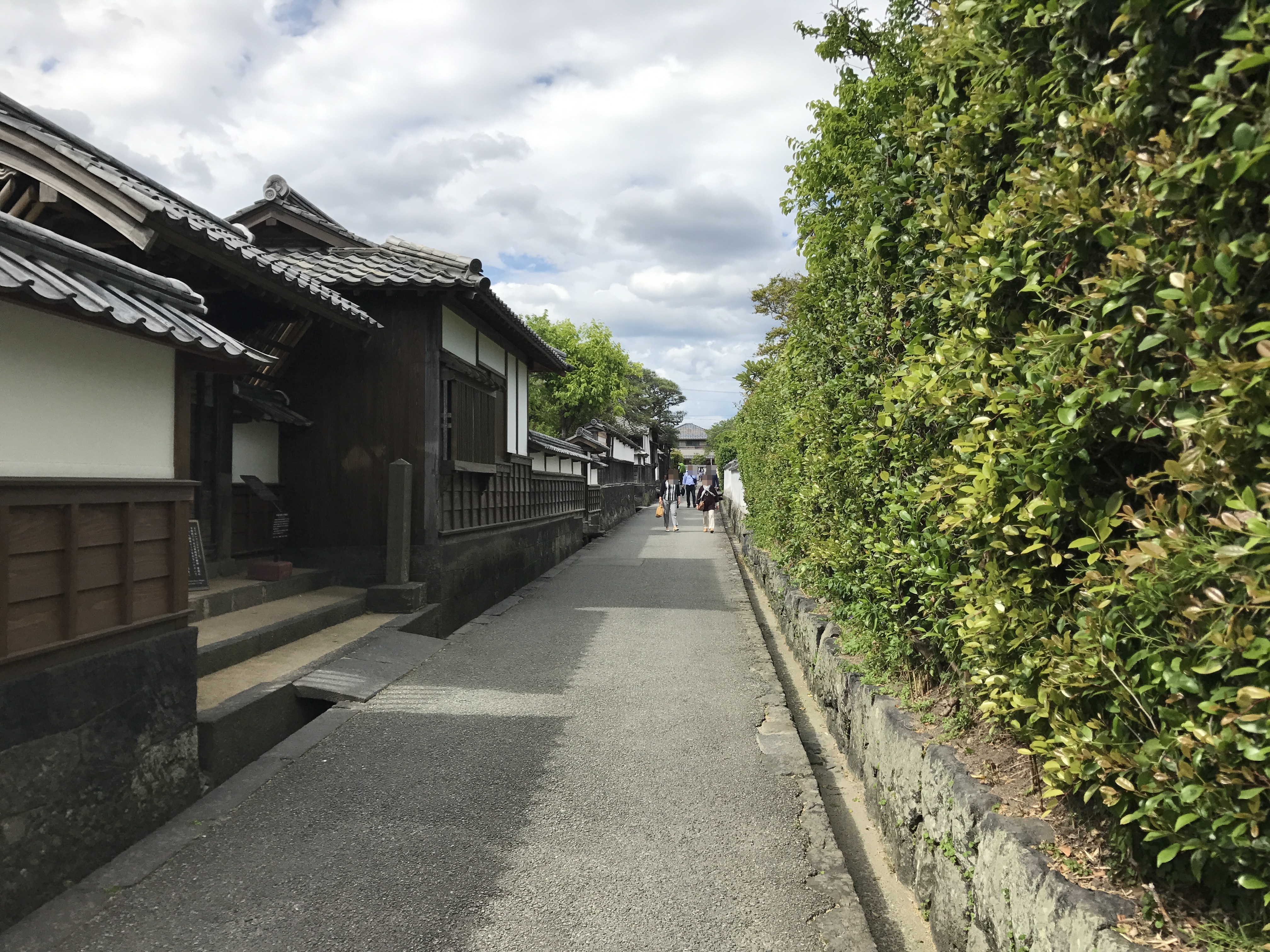
蓋のない側溝の例
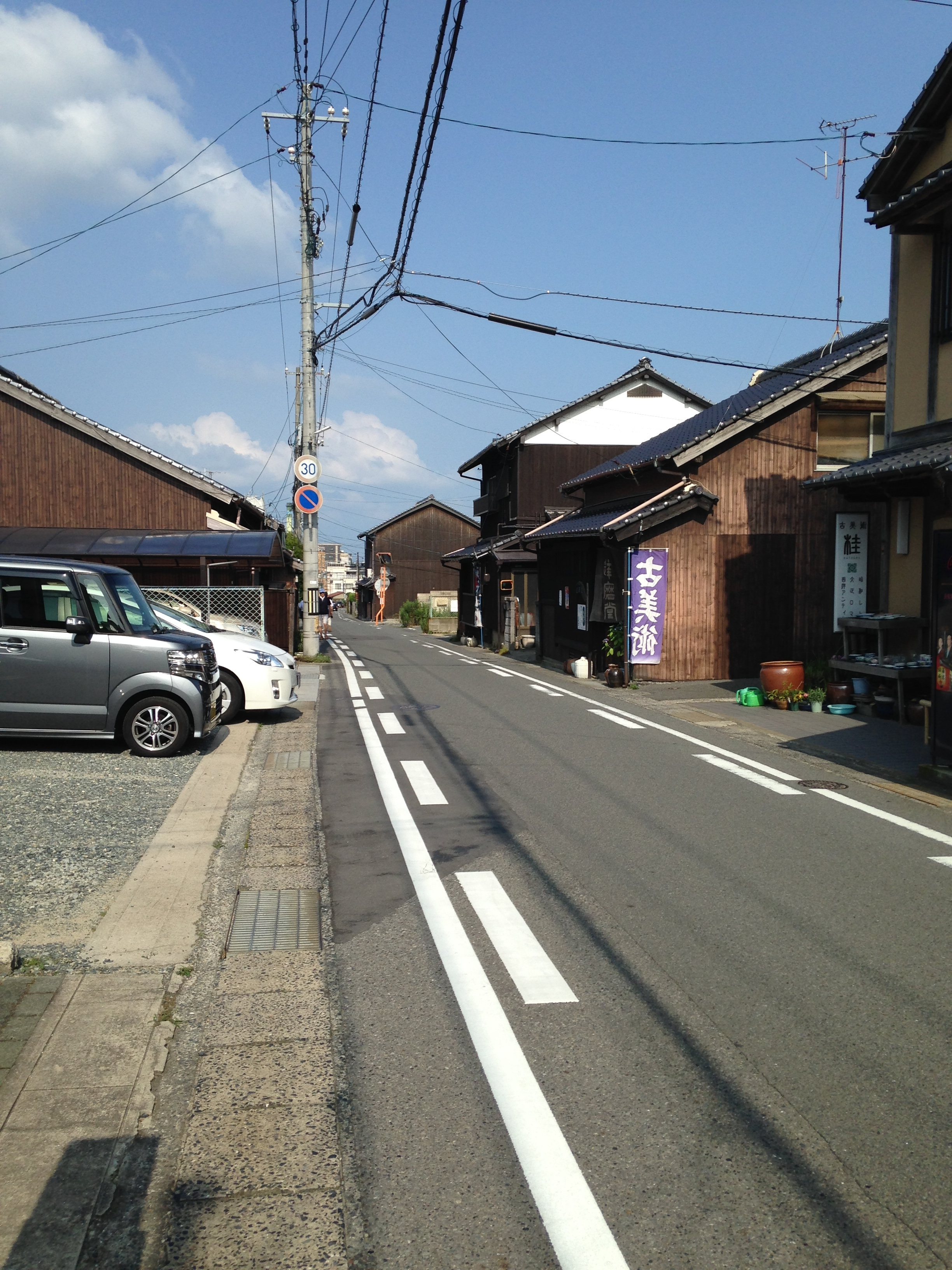
コンクリート製・鋼製溝蓋が連続する側溝の例
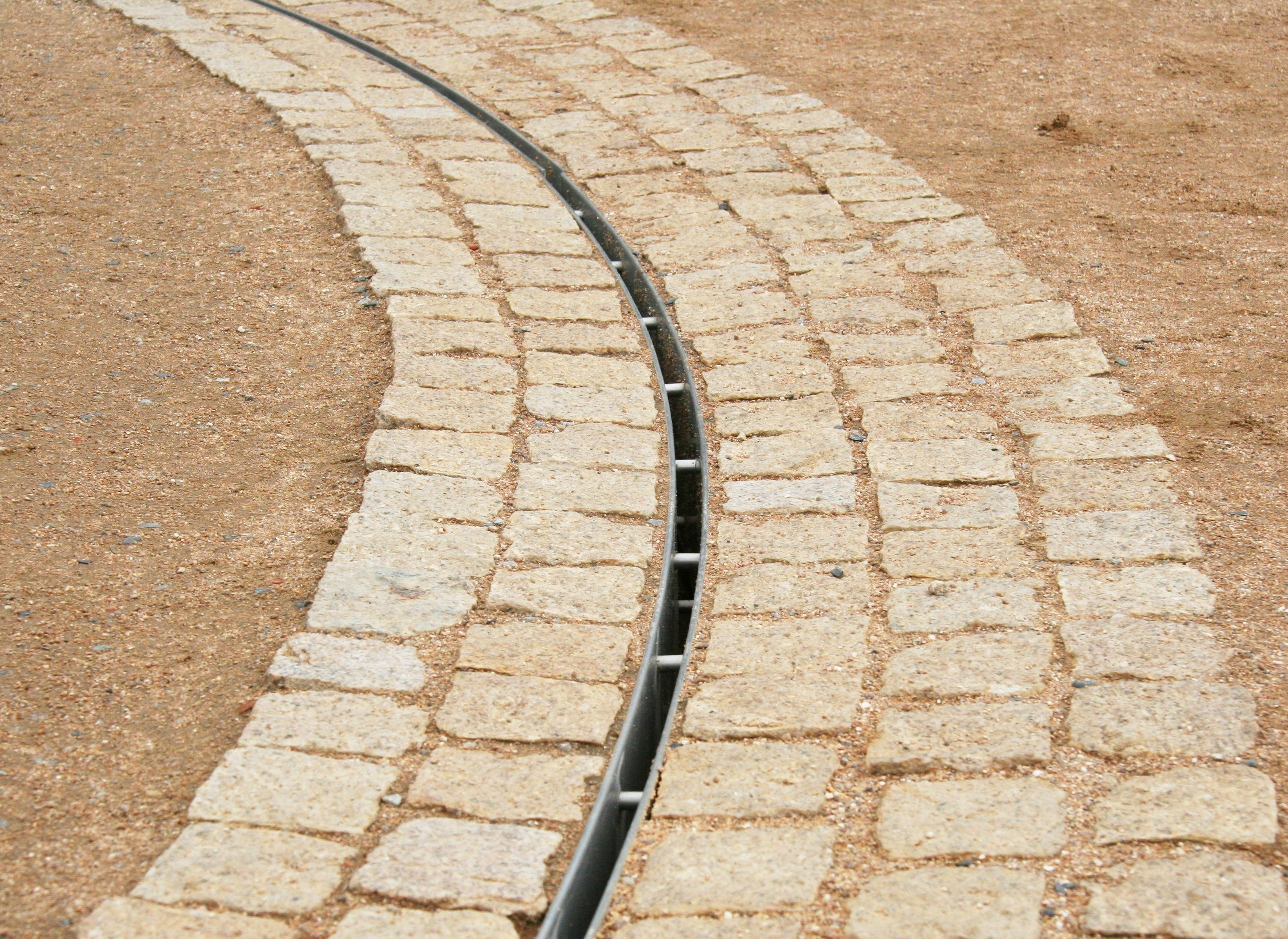
スリット側溝の例